# Burg Hausen (Burzel)
Die Burg Hausen, auch Burzel genannt, ist eine abgegangene Höhenburg auf einer bewaldeten 850 m ü. NHN hohen Felskuppe etwa 1,1 Kilometer nordöstlich der Kirche von Hausen am Tann im Zollernalbkreis in Baden-Württemberg.
Die Burg wurde wohl von den Herren von Hausen als Nachfolgeanlage einer Burg im Ort erbaut und spätestens um 1300 aufgegeben. Der heutige Burgstall zeigt noch den Wall und einen Abschnittsgraben.